# ミュージアムキムチ間
ミュージアムキムチ間（ミュージアムキムチかん、Museum Kimchikan）または旧キムチ博物館（Kimchi Field Museum）は、ソウル特別市の鐘路区仁寺洞にある博物館である。大韓民国におけるこのような博物館としては初めてのものとして、1986年に開館し、その後2度移転した。朝鮮料理のキムチが主題の博物館である。

## 展示
キムチの歴史、歴史的、地域的な種類、朝鮮の文化や朝鮮料理への重要性等に焦点を当てた展示を行う。キムチについてのデータや統計の収集を行い、来館者はキムチ製造過程のデモや試食、料理教室等のアクティビティに参加することができる。

## 歴史
ミュージアムキムチ間は、1986年に中区筆洞で開館した。大韓民国で初めてのキムチに関する博物館であった。1987年からは、プルムウォンが運営している。1988年には、この年に行われた1988年ソウルオリンピックとの関係で、コエックスに移転した。
2015年、CNNにより、新横浜ラーメン博物館、京都のうどんミュージアム等とともにworld's top 11 food museumsの1つに選ばれた。
2015年4月21日に、コエックスから現在の仁寺洞に移転した。